# Morgny-la-Pommeraye

Morgny-la-Pommeraye este o comună în departamentul Seine-Maritime, Franța. În 1 ianuarie 2022 avea o populație de 1.068 de locuitori.